# Schlacht um Łódź
1914

Ostpreußische Operation (Stallupönen, Gumbinnen, Tannenberg, Masurische Seen) – Galizien (Kraśnik, Komarów, Gnila Lipa, Lemberg,
Rawa Ruska) – Przemyśl – Weichsel – Krakau – Łódź – Limanowa–Lapanow – Karpaten
1915

Humin – Masuren – Zwinin – Przasnysz – Gorlice-Tarnów – Bug-Offensive – Narew-Offensive – Großer Rückzug – Nowogeorgiewsk – Rowno – Swenziany-Offensive
1916

Naratsch-See – Brussilow-Offensive – Baranowitschi-Offensive
1917

Aa – Kerenski-Offensive (Zborów) – Tarnopol-Offensive – Riga – Unternehmen Albion
1918

Operation Faustschlag – Krim
Die Schlacht um Łódź war eine Schlacht an der Ostfront (Erster Weltkrieg) vom 11. November bis zum 5. Dezember 1914 zwischen der 9. Armee (Deutsches Kaiserreich) unter August von Mackensen und der 2. und 5. Armee des Kaiserlich Russischen Armee um die Stadt Łódź im Weichselland.

## Hintergrund
Trotz der in der Schlacht bei Tannenberg gescheiterten Offensive zu Beginn des Krieges gegen Ostpreußen im August 1914 war die Entschlossenheit des russischen Großen Generalstabs ungebrochen, den Krieg auf deutsches Territorium zu tragen. Nach der gewonnenen Schlacht an der Weichsel rückten fünf Armeen der russischen Nordwest- und Südwestfront in südwestlicher Richtung vor und bedrohten Oberschlesien und Krakau.
Für den Stoß gegen Oberschlesien konzentrierte Nikolaj Nikolajewitsch, der Oberbefehlshaber der Stawka, die 2. Armee unter General Sergei Scheideman im Raum Warschau und die 5. Armee unter Pawel Plehwe südlich davon.
Die russische Nordwest-Front unter Oberbefehl des Generals Nikolai Russki, welchem beide Armeen unterstellt waren, befahl bereits während der Schlacht an der Weichsel Ende Oktober erneut acht Korps nach Westen vorgehen zu lassen.
Der deutsche Stabschef an der Ostfront, Erich Ludendorff, wollte die russische Offensive noch in ihrer Aufbauphase stören und dann auf das Nachschubzentrum beider Armeen, die Stadt Łódź, vorstoßen. Sein strategisches Ziel war es, den russischen Aufmarsch im rechten Flügel und Rücken zu fassen und wenn möglich aufzurollen, um so einen Vormarsch auf deutsches Gebiet abzuwenden. Im Raum südwestlich von Thorn sammelte sich für diesen Gegenschlag die deutsche 9. Armee unter dem Oberbefehl des Generals der Kavallerie August von Mackensen, die zuvor die linke Flanke der österreich-ungarischen Heeresfront gedeckt hatte und Anfang November unbemerkt von den Russen 200 Kilometer nach Norden verlegt worden war. Für den Schutz Schlesiens blieb lediglich die Armeeabteilung Woyrsch zurück. Zusätzlich wurden der 9. Armee zwei Korps der Ostpreußen verteidigenden 8. Armee zugeführt.

### Aufmarsch
Die 9. Armee legte bei ihrem Aufmarsch den Schwerpunkt auf die Mitte und auf den linken Flügel, rechts deckten nur Kavalleriedivisionen und Landsturmtruppen des Korps Posen den Aufmarsch. Der linke Angriffsflügel der 9. Armee setzte von der nördlichen Weichselfront im Raum beiderseits Thorn ausgehend, drei Korps zur großräumigen Umfassung der russischen Kräfte im Raum Łódź an:
- Links außen rückte das XXV. Reserve-Korps (General Reinhard von Scheffer-Boyadel) mit der 49. und 50. Reserve-Division nach Włocławek vor. Am gegenüberliegenden Flussufer deckte die 21. Landsturm-Brigade unter Generalmajor Wrochem gegenüber dem im Raum Plock konzentrierten russischen VI. Armeekorps.
- Davor klärte das Höhere Kavalleriekommando 1 unter General von Richthofen mit der 6. und 9. Kavallerie-Division auf.
- Parallel davon marschierte das I. Reserve-Korps (General Kurt von Morgen) mit der 36. Reserve-Division vorne und der 1. Reserve-Division dahinter.
- Nach rechts anschließend folgte das XX. Armee-Korps (General Friedrich von Scholtz) mit der 37. und 41. Division, dahinter folgte die 3. Garde-Division zum Nachstoßen.

Das Zentrum der 9. Armee – rückte gleichzeitig mit zwei Korps in Richtung auf Kutno gegen die Nord- und Nordostfront von Łódź vor. Vom westlichen Warthe-Abschnitt aufbrechend sollte zwei Korps frontal über die Bzura vorgehend auf das nördliche und westliche Vorfeld von Łódź einschwenken:
- Das XVII. Armee-Korps (General Günther von Pannewitz) mit der 35. und 36. Division auf Klodawa.
- Das XI. Armee-Korps (General Otto von Plüskow) mit der 22. und 38. Division gegenüber dem russischen XXIII. Armeekorps über Kolo auf Chełmno.[1]

Am rechten Flügel der 9. Armee begleiteten das selbständig operierende Höhere Kavalleriekommando 3 unter General Frommel mit der k.u.k. 7. und 5. Kavallerie-Division den Vorstoß gegenüber dem Südflügel der russischen 5. Armee (Plehwe). Das k.u.k. Kavalleriekorps Hauer hielt weiter südlich den Anschluss an die Front der im Raum Bełchatów aufmarschierenden k.u.k. 2. Armee.
Bei den Russen hatte sich der rechte Flügel der 2. Armee (General Scheideman) etwa 90 Kilometer von der Weichsel in südwestlicher Richtung vorgeschoben. Die 2. und die 5. Armee standen am 10. November an der Linie Uniejow ostwärts der Warthe bis nach Nowo-Radomsk. Die Kavalleriekorps der Generale Charpentier und Nowikow, die vor der Front der russischen 5. Armee aufklärten, waren vor Kalisch auf das k.u.k. Kavalleriekorps Korda gestoßen. Nordöstlich von Warschau war die russische 1. Armee (General Rennenkampff) mit zwei Korps (1. turkestanisches Korps, VI. Armeekorps) rechts der Weichsel über Mława vorgegangen, ein weiteres Korps, das 5. Sibirische, stand als Flankenschutz auf dem linken Weichsel-Ufer gegen Włocławek, das 6. Sibirische Korps war am anderen Flussufer bei Plock konzentriert.

## Verlauf

### Deutscher Durchbruch

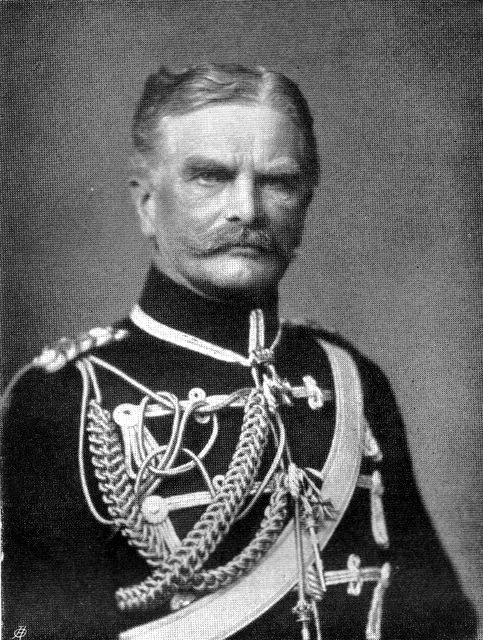
August von Mackensen

Am 11. November 1914 starteten die Truppen Mackensens ihre Offensive. General Ludendorff hatte seinen Hauptangriff gegen den Abschnitt des V. sibirischen Korps (General Sidorin) – Teil der 1. Armee unter General von Rennenkampff – angesetzt, dabei sollten das I. und XXV. Reservekorps aus der Linie Thorn-Hohensalza auf Wieniec-Włocławek vorgehen, das XX. Armee-Korps um den Goplosee herum nach Osten auf Lubraniec. Den deutschen Kräften gelang es, die Infanterie des feindlichen Korps fast vollständig aufzureiben, die ihm zugeordnete Artillerie zog sich zurück. Bei der Erstürmung von Włocławek am 12. November wurde die Vorhut des XXV. Reserve-Korps in schwere Kämpfe verwickelt, dabei fiel der Führer der 49. Reserve-Division, General Alfred von Briesen.
Bis zum 13. November hatte die russische Führung den Aufmarsch der 9. Armee nach den auf deutscher Seite vorliegenden Aufklärungsergebnissen noch nicht erkannt, sie befahl der 2. und 5. Armee der Nordwestfront den Vormarsch Richtung Südwesten. Die russische 1. Armee sollte zurückgestaffelt die rechte Flanke dieses Vormarschs decken. General Mackensen entschloss sich daher, aus der Linie Koło–Lubień weiter in südlicher Richtung auf Łęczyca vorzugehen und in die Lücke zwischen der 2. und 1. Armee einzudringen. Es gelang der deutschen 9. Armee am 16. November, die Bzura zu überschreiten und die Russen bis zum 17. November auf eine Entfernung von 50 Kilometer zu ihrem Versorgungszentrum Łódź zurückzudrängen. General Russki schätzte die Situation an der Front vollkommen falsch ein. Er meinte, das beste Mittel, den deutschen Angriff abzuschlagen, sei der schnellstmögliche Gegenangriff der 5. und 2. Armee in Richtung Norden. Diese sollten nach Norden Front machen und im Zusammenwirken mit der 1. Armee die deutsche Kräftegruppierung zerschlagen, während die Armeen der Südwestfront weiter gegen Tschenstochau vorrücken sollten. Weder die 5. noch die 1. Armee waren aber in der Lage, rechtzeitig die ihnen zugewiesenen Räume zu besetzen.
Die am Südflügel von Łódź stehende 5. Armee unter General Plehwe verstärkte schließlich die Südfront von Łódź. Die Russen erreichten die Stadt noch vor den heranrückenden Deutschen und bauten eine starke Verteidigungslinie auf. Somit trafen die Truppen Mackensens nicht auf eine desorganisierte einzelne Armee, sondern auf sechs feindliche Korps. Die russische Heeresleitung hatte um Łódź das 4., 19. und 23. Armeekorps, das 1. und 2. sibirische Armeekorps und das Kavalleriekorps Nowikow mit fast 250.000 Mann konzentriert und war entschlossen, die bedrohte Stadt energisch zu verteidigen.

### Russische Konsolidierung

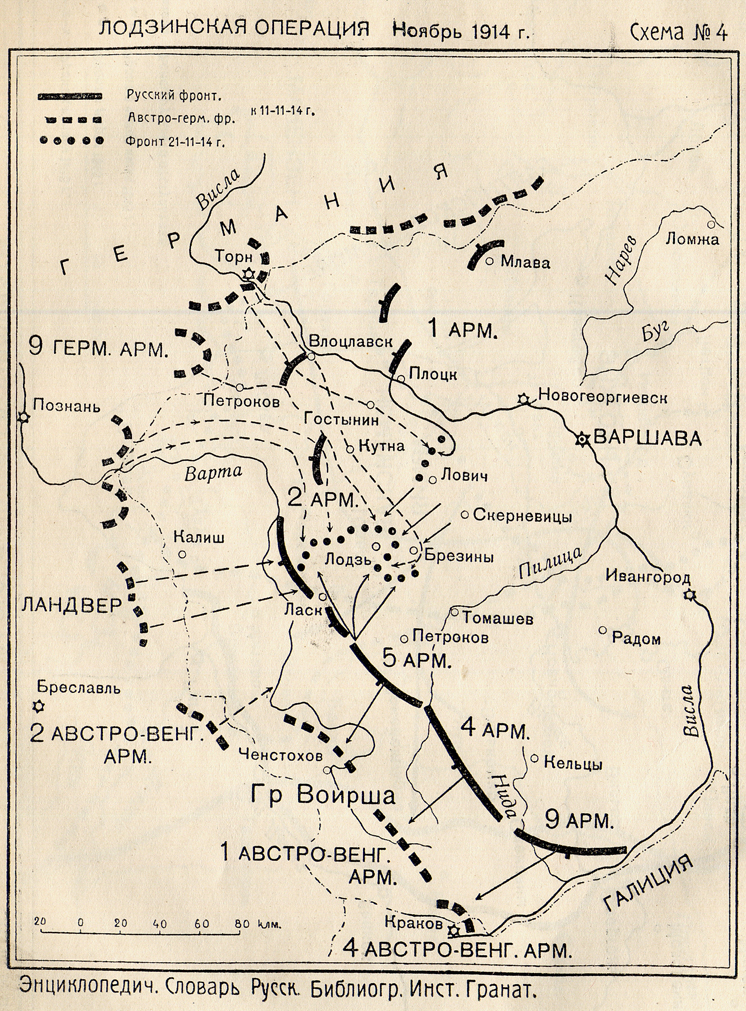
Schlacht um Łódź in einer russischen Darstellung

Im Südwesten von Łódź erschienen am 19. November die ersten beiden kampfbereiten Korps der russischen 5. Armee und zwangen den rechten, westlich Łódź kämpfenden deutschen Flügel (XI. Armeekorps/Gruppe Plüskow) zum Zurückgehen über den Ner. Im Osten der Stadt gelang es hingegen dem XXV. Reserve-Korps (Scheffer-Boyadel) mit der 49. und 50. Reserve-Division sowie der 3. Garde-Division, bis südlich der Stadt bei Rzgów durchzubrechen. Zwar war Łódź somit am 20. November von drei Seiten umfasst, eine Kapitulationsneigung war bei den darin befindlichen Truppen der 2. Armee aber nicht zu erkennen. Von Nordosten ging ab 20. November die russische 1. Armee (General Rennenkampff) gegen Rücken und Flanke der nördlich Łódź kämpfenden deutschen Truppen vor. Das bei Płock zur Deckung des Rückens der 9. Armee zurückgelassene deutsche I. Reserve-Korps hatte die feindlichen Truppen bei Łowicz nicht aufhalten können. Das XVII. und XX. Armeekorps hatten nun nordöstlich Łódź plötzlich drei neue russische Korps hinter sich. Das XX. Armee-Korps (Scholtz) musste an der Moszczenica bei Stryków wieder Front nach Norden machen und den russischen Gegenangriffen standhalten. Zudem musste mit dem Einsatz russischer Reserven von Petrikau im Süden von Łódź gerechnet werden. Damit war die Umfassungsoperation gegen Łódź gescheitert, was am Nachmittag des 22. November im Befehl an die Gruppe Scheffer zum Rückmarsch zum Ausdruck kam.

### Abschneidung der Gruppe Scheffer
Das russische IV. Armeekorps konnte das deutsche XX. Armee-Korps bei Stryków nach Norden zurückwerfen und sich dadurch zwischen diesem und dem nach Süden durchgebrochenen XXV. Reserve-Korps schieben. Die Verbindung des nach Süden drängenden XXV. Reserve-Korps mit dem XX. Armee-Korps war verloren gegangen. Von Osten her aus Łowicz und Skierniewice drangen die westlich Warschau gesammelten Truppenteile der russischen 1. Armee nach Brzeziny vor. Drei deutsche Infanterie- und zwei Kavallerie-Divisionen der Gruppe Scheffer wurden kurzzeitig abgeschnitten und mussten sich durch die russischen Linien zurückkämpfen. Um nicht selbst mit seinem Korps in Gefangenschaft zu fallen, gab General von Scheffer am 22. November den Befehl zum sofortigen Ausbruch. Die Truppen der 3. Garde-Division unter General Karl Litzmann erkämpften sich am 23. und 24. November unter hohen Verlusten über Brzeziny den Rückzug nach Norden. Südlich von Chrusty Stare sicherte gegenüber dem russischen Kavalleriekorps Nowikow das Kavalleriekorps Richthofen mit der 6. und 9. Kavallerie-Division.
Das XX. Armeekorps versuchte dabei die verlorene alte Stellung bei Nowosolna wieder zu gewinnen und in Richtung Südosten den Truppen des Generals Litzmann nach Glowno entgegen zu stoßen.
Der erfolgreiche Ausgang verdankte man allerdings nicht nur der eigenen Leistung, sondern auch der Ineffizienz der russischen Führung, welche es nicht gelang die zahlenmäßig unterlegenen deutschen Truppen einzukreisen und zu vernichten. General Plehwe befürchtete bis zuletzt die Umgehung der Stellungen seiner Armee im Süden von Łódź durch die deutschen Truppen. Als Verstärkung hatte er die russische 10. Division des V. Armeekorps von Petrikau nach Norden und die 1. Division des I. sibirischen Korps von Lutomjersk auf Rschgow zum gefährdeten Abschnitt angeordnet. An der der Bzura-Front stand das russische VI. Armeekorps vor Lowicz, nördlich davon schlossen bis zur Weichsel das V. und VI. Sibirische Korps auf.
Im Laufe des 26. November gelang es der deutschen Führung, die seit mehreren Tagen bestehende Frontlücke zwischen dem XX. Armee-Korps und I. Reserve-Korps zu schließen. Der über Strykow auf Sierznia vorgegangene linken Flügel des XX. Armeekorps hatte damit die Verbindung mit der 3. Garde-Division wieder hergestellt.

### Verstärkung der deutschen 9. Armee

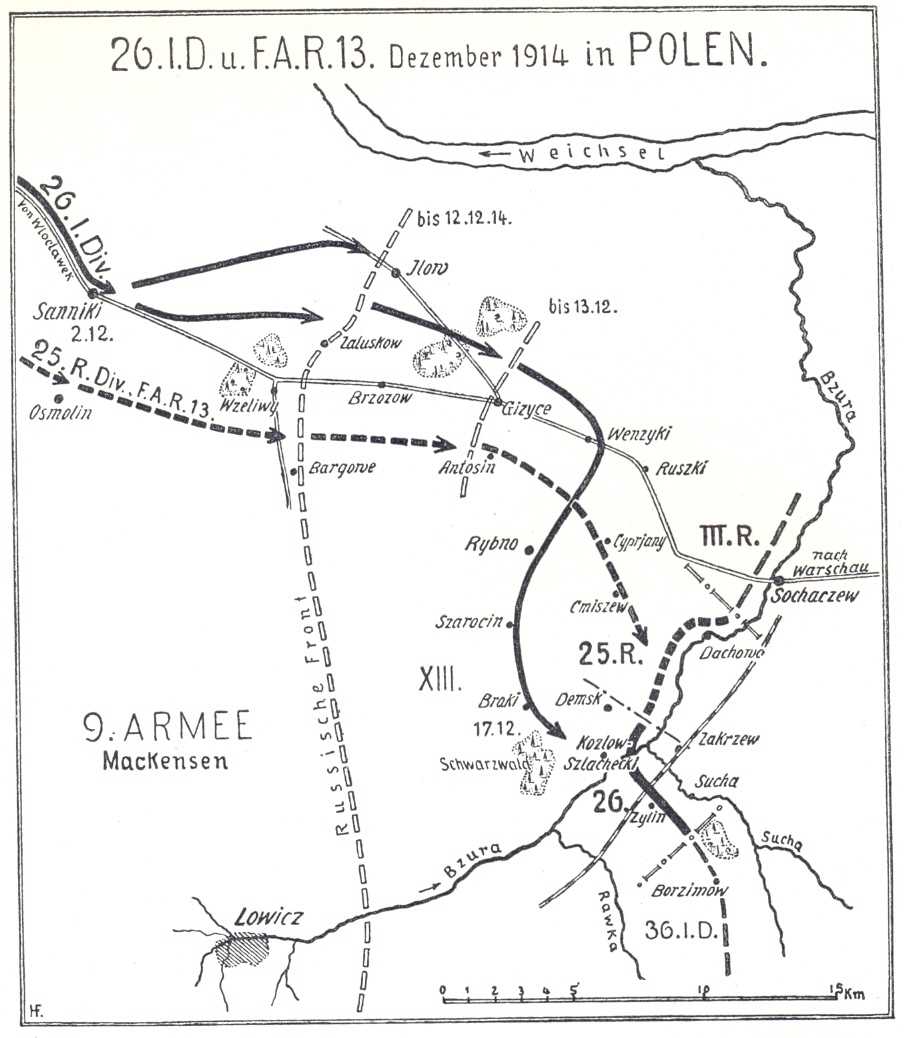
Lage im Raum Łowicz nach Ankunft der Gruppe Fabeck (XIII. A.K.), Anfang Dezember 1914

Am 26. November war die Krise bei der deutschen 9. Armee abgewendet und die Front um Łódź verfestigte sich wieder. General Ludendorff musste aber einsehen, dass die deutschen Kräfte in der ersten Angriffsphase viel zu schwach angesetzt waren. Schon Mitte November war es dem Oberbefehlshaber Ost, Generaloberst von Hindenburg gelungen, dem Chef der OHL, von Falkenhayn, davon zu überzeugen, vier Divisionen von der Westfront für den östlichen Kriegsschauplatz abzuziehen.
Von der deutschen 8. Armee wurde die 1. Division des Generals Conta herangeführt um das schwer bedrängte I. Reserve-Korps des Generals Morgen im Raum nordwestlich Łowicz zu verstärken. Am rechten Flügel der 9. Armee etablierte sich das II. Armeekorps mit der 3. und 4. Division am Ner-Abschnitt. Südlich davon wurde Ende November das XXIV. Reserve-Korps herangeführt, während die 47. Reserve-Division der österreichischen Heeresleitung zur Verfügung gestellt wurde und in den Raum Krakau verlegte, etablierte sich General von Gerok mit der 48. Reserve-Division an der Widawa.
Am 27. November erreichte die 26. Division als Vorhut des ebenfalls von der Westfront herangeführten XIII. Armeekorps (Gruppe Fabeck) die Gegend um Gostynin. General von Mackensen war nach Erhalt der Verstärkungen bereit, mit der 9. Armee den Kampf um Łódź wieder auf zu nehmen. Vor dem linken Flügel der 9. Armee (Gruppe Morgen) gingen die russischen Truppen bei Sobota gegenüber der 1. Division auf das Südufer der Bzura zurück. Das II. Korps unter General von Linsingen war östlich Sieradz in die Front eingeschoben worden, die 48. Reserve-Division im Anschluss nach Süden beim Korps Breslau eingesetzt. Anfang Dezember hatte der Angriff Linsingens vollen Erfolg und drang vom Westen her zügig in Richtung Łódź vor.

## Resultat

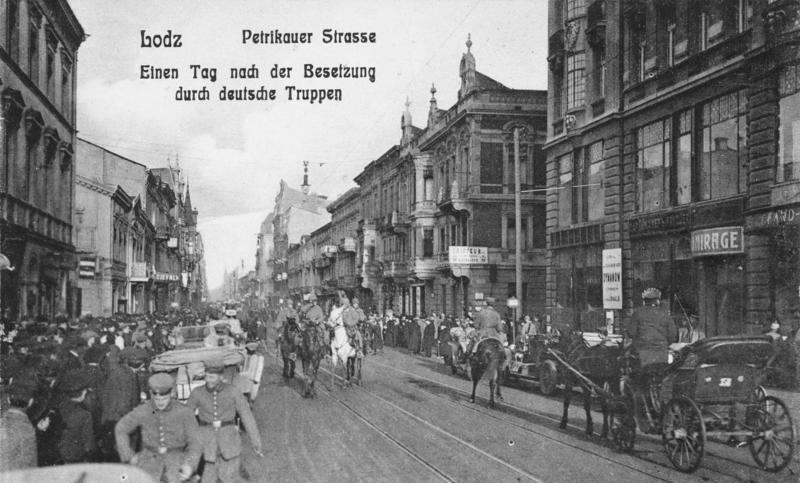
Łódź am Tage nach der deutschen Besetzung

Nach dem Ende der Kampfhandlungen bot sich ein differenziertes Bild. Beide Seiten hatten starke Verluste erlitten, ohne dass die strategischen Ziele erreicht wurden. Der russische Angriff auf Schlesien und Posen war in weite Ferne gerückt, da er noch in der Aufbauphase gestört worden war. Das Ziel der deutschen Führung, durch die Eroberung von Łódź eine strategische Sicherung für die Reichsgrenzen zu erhalten und die Eroberung Russisch-Polens vorzubereiten, wurde aber vorerst noch nicht erreicht. Ludendorff stellte die unentschiedene Schlacht allerdings als großen Erfolg dar.
Nachdem General Russki während der abflauenden Schlacht vollkommen auf seine Offensivstrategie fixiert war, ging er nun zur Defensive über. Er argumentierte, dass für einen neuerlichen Angriff erst einmal die Flanken der drei russischen Armeen gesichert werden müssten. Dies sei am besten durch eine Rücknahme der Front bei Łódź durchzuführen, da die Stadt ungünstig gelegen sei. Außerdem machte er Nachschubprobleme für seine Entscheidung verantwortlich. Alle beteiligten russischen Armeeführer wurden von General Russki nacheinander abgelöst. Am 1. Dezember 1914 wurde bei der 2. Armee General Scheidemann durch General der Infanterie Wladimir Smirnow ersetzt, am 6. Dezember musste General Rennenkampff seine 1. Armee an General der Infanterie Alexander Litwinow abgeben. Zuletzt wurde auch General Plehwe ersetzt, seine 5. Armee wurde ab Januar 1915 von General Alexei Tschurin übernommen.
In der Nacht des 5. auf den 6. Dezember wurde gegen die Front des deutschen XI., XVII. und XX. Armeekorps lebhaftes Artilleriefeuer und heftige Infanterie Angriffe seitens der Russen eingeleitet. Auf deutscher Seite rechnete man bereits mit einer allgemeinen Offensive – doch erwiesen sich die Russen als vollendete „Rückzugsmeister“. Der Morgen des 6. Dezember brachte dann die große Überraschung, die Russen waren unter Fortführung des gesamten Kriegsmaterials und ihrer Vorräte aus der befestigten Stellung von Łódź abgezogen. Am 6. Dezember 1914 wurde auch Łódź geräumt, obwohl die Russen diese Stadt vorher so verbissen und erfolgreich verteidigt hatten. Am Abend des 6. Dezember rückte das deutsche XI. Armeekorps kampflos in Łódź ein.

## Verluste
Die deutschen Verluste werden im Sanitätsbericht über das deutsche Heer für die 9. Armee im Zeitraum vom 11. November 1914 bis 30. November 1914 wie folgt angegeben:
- Durchschnittliche Stärke der 9. Armee: 272.107

- gefallen: 4.493
- vermisst: 9.458
- verwundet: 19.419
- erkrankt: 14.092

Die blutigen Verluste der 9. Armee lagen damit bei 33.370 Mann.